# دن دیمون
دن دیمون (به انگلیسی: Dan Damon) روزنامه نگار بخش جهانی رادیو بی‌بی‌سی است که به ارائه اخبار می‌پردازد.

## سوابق شغلی
دیمون در سال ۱۹۷۴ به عنوان یک اپراتور فنی برای اخبار رادیو، به استخدام شبکه بی‌بی‌سی در آمد.او کار خود را به عنوان روزنامه نگار اولین بار در سال ۱۹۸۲ در برنامه LBC رادیو بی بی سی آغاز کرد. دیمون با همسرش سیان، به مدت هفت سال به ثبت و ضبط وقایع مربوط سقوط اتحاد جماهیر شوروی در ساسر اروپای شرقی مشغول بودند.
سپس او به عنوان مجری و خبرنگار در سرویس جهانی بی بی سی و رادیو ۴ بی بی سی مشغول به کار شد. او در این مدت به طور مرتب به عنوان مجری در برنامه PM رادیو ۴ حاضر شده است.

## برنامه به روز رسانی جهانی
در سال ۲۰۰۳، دیمون مجری اصلی برنامه به روز رسانی جهانی در سرویس جهانی بی بی سی شد.